# Henri Bosmans (muzikant)
Hendrik Nicolaas (Henri) Bosmans (Den Haag, 17 februari 1856 – Amsterdam, 9 augustus 1896) was een Nederlands cellist.
Hij werd geboren binnen het gezin van rondtrekkend muzikant Nicolaas Bosmans en Dina Habicht. Zijn zuster Elisabeth huwde muzikant Franciscus Johannes Drion; broer Jacobus Bosmans was trompettist in het leger en later bij het Stedelijk Orkest Utrecht. Hij trouwde met pianiste Sara Benedicts en woonde enige tijd aan de Weteringschans. Hun dochter was Henriëtte Bosmans. Hij werd begraven op Zorgvlied.
Zijn muzikale opleiding kreeg hij aan de Haagse muziekschool. Een van zijn docenten was Joseph Giese, maar hij studeerde ook trompet, piano en harmonieleer. Hij ging daarna werken bij een orkest van Het Loo (1873-1874), De Harmonie (1874-1879) en bij het Parkorkest (als op volger van zijn docent Giese, 1879-1884) van Willem Stumpff en het Paleisorkest (1884-1888). In het verlengde daarvan werd hij solocellist van het toen opgerichte Concertgebouworkest (1888-1896). Hij legde zicht tevens toe op muziekuitvoeringen binnen de kamermuziek, waarbij hij speelde met bijvoorbeeld Julius Röntgen, Willem Kes, Joseph Cramer, Hendrik Willem Hofmeester en Christian Timmner voor de Maatschappij ter bevordering van de Toonkunst. Van 1884 tot aan zijn dood was hij hoofdleraar cello aan het Amsterdams Conservatorium. Hij was tevens hoofd van de orkestschool.
Hij liet speciaal voor een uitvoering van Johann Sebastian Bachs Suite voor vijfsnarige cello opnieuw een viola pomposo fabriceren.
Bosmans heeft in 1884 samen met Edvard Grieg diens Sonate voor cello en piano uitgevoerd.
- Biografisch Portaal: 08458504
- Digitale Bibliotheek voor de Nederlandse Letteren: bosm025
- MusicBrainz: f434f0dd-bb58-440c-b107-ae0b2d4e3248
- Nederlandse Thesaurus van Auteursnamen: 069948267
- Virtual International Authority File: 285801400
- WorldCat: E39PBJvd9wxRVRyh4tQkcy4THC